# Ferrocarril en Nueva Caledonia
El sistema ferroviario en Nueva Caledonia, compuesto de 29 km de vía estrecha (0.914 metros), fue inaugurado en 1904 y cesó sus funciones en 1939. La línea realizaba servicios de transporte de carga y pasajeros.
El primer proyecto para la construcción de un ferrocarril entre las ciudades de Numéa y Bourail fue presentado en mayo de 1884. Las obras se iniciaron el 17 de agosto de 1901. El terreno montañoso y la construcción del túnel de Tonghué de 200 m de largo que no había sido proyectado retrasaron los trabajos. El 30 de diciembre de 1904 se inauguró el primer tramo entre Numéa y Dumbéa que tenía 17 km de largo.  En 1906, problemas financieros provocaron que los trabajos para extender la línea hasta Païta se detuvieran hasta mayo de 1910. La construcción de otro túnel más (túnel de Erambéré) y de un puente sobre el río Dumbéa de 79 m de largo provocaron que el costo de las obras rebasara el presupuesto original. El servicio del ferrocarril entre Numéa y Païta se inició oficialmente el primero de enero de 1914. Durante la Primera Guerra Mundial fue interrompida la extensión del ferrocarril a Bourail. Debido a la baja rentabilidad de la línea y las dificultades impuestas por el clima trópico de Nueva Caledonia la estación de Païta siguió siendo la terminal del ferrocarril después de la guerra. La línea que no fue extendida más tenía 29 km de largo con once estaciones y paraderos. El recorrido de Numéa a Païta tomaba una hora y quince minutos. La estación de Numéa se ubicaba en el norte del centro de la ciudad cerca de la esquina de las calles rue E. Unger y rue d'Austerlitz. Fue construido un gran hotel (Hôtel de la Gare, Hotel de la estación) en frente de la estación.
El material y la vía deterioraron rápidamente. El mejoramento de las carreteras en Nueva Caledonia resultó también en el deterioro de la competitividad del transporte ferroviario. La línea férrea cesó sus funciones el 31 de diciembre de 1939 debido a la baja rentabilidad que otorgaba. En la Segunda Guerra Mundial los americanos que habían construido dos almacenes cerca de Dumbéa y Païta utilizaron las vías para el transporte de munición y de explosivos a partir de abril de 1942. Después de la guerra se levantó toda la línea.
En el barrio Lotissement Scheffleras en el norte de Païta se puede visitar los cimientos de la antigua estación así como la pequeña locomotora Marguerite que fue utilizada hasta fines de 1939. El cargadero y la torre de água de la estación están bien conservados. La mesa giratoria está en buenas condiciones también. El cocherón para las locomotoras, sin embargo, no existe más. Las demás estaciones y paraderos así como la línea férrea dejaron de existir. En la calle rue E. Unger en Numéa una placa conmemorativa se refiere al hotel de la estación (Hôtel de la Gare).

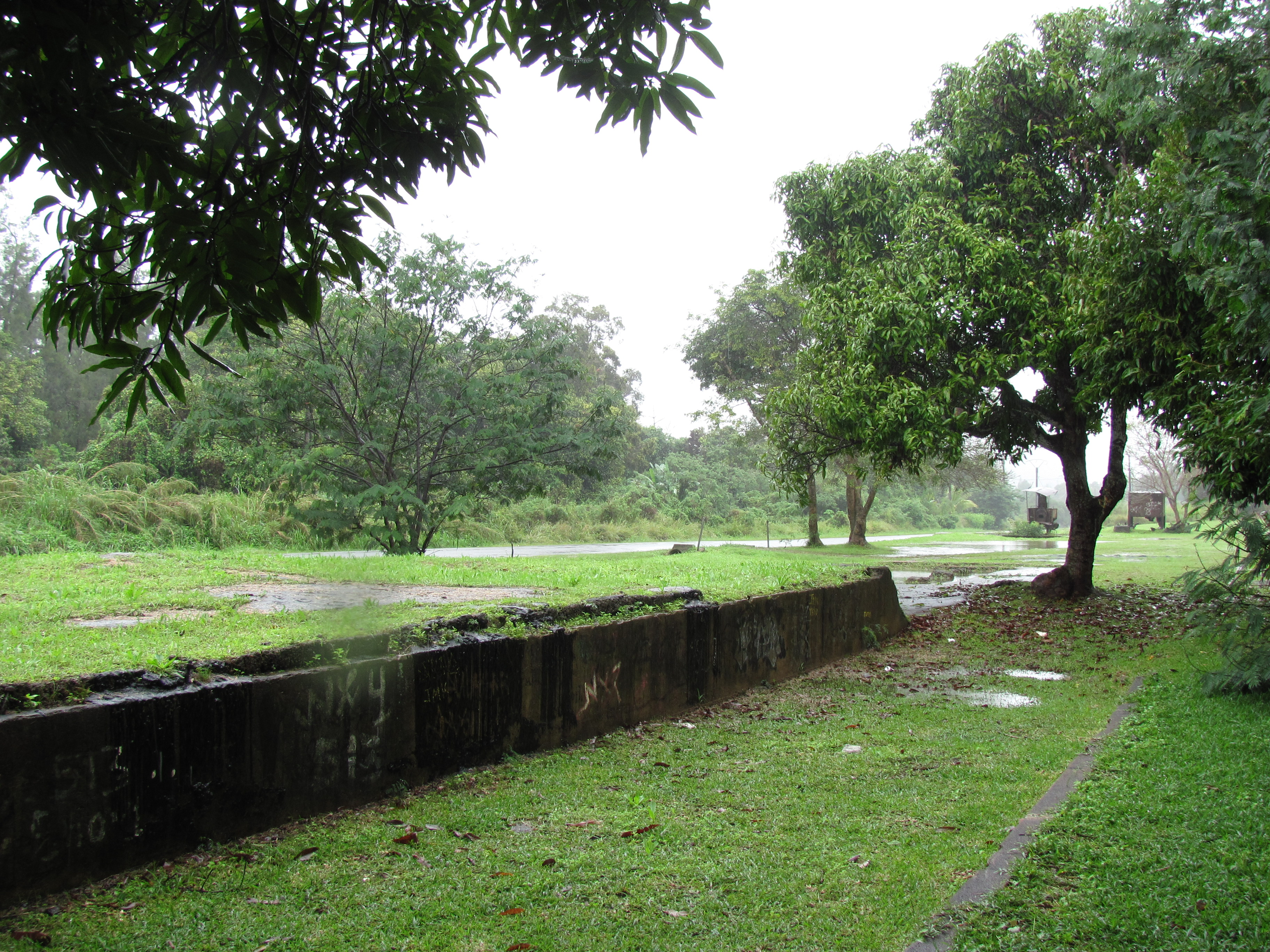
Antigua estación de Païta
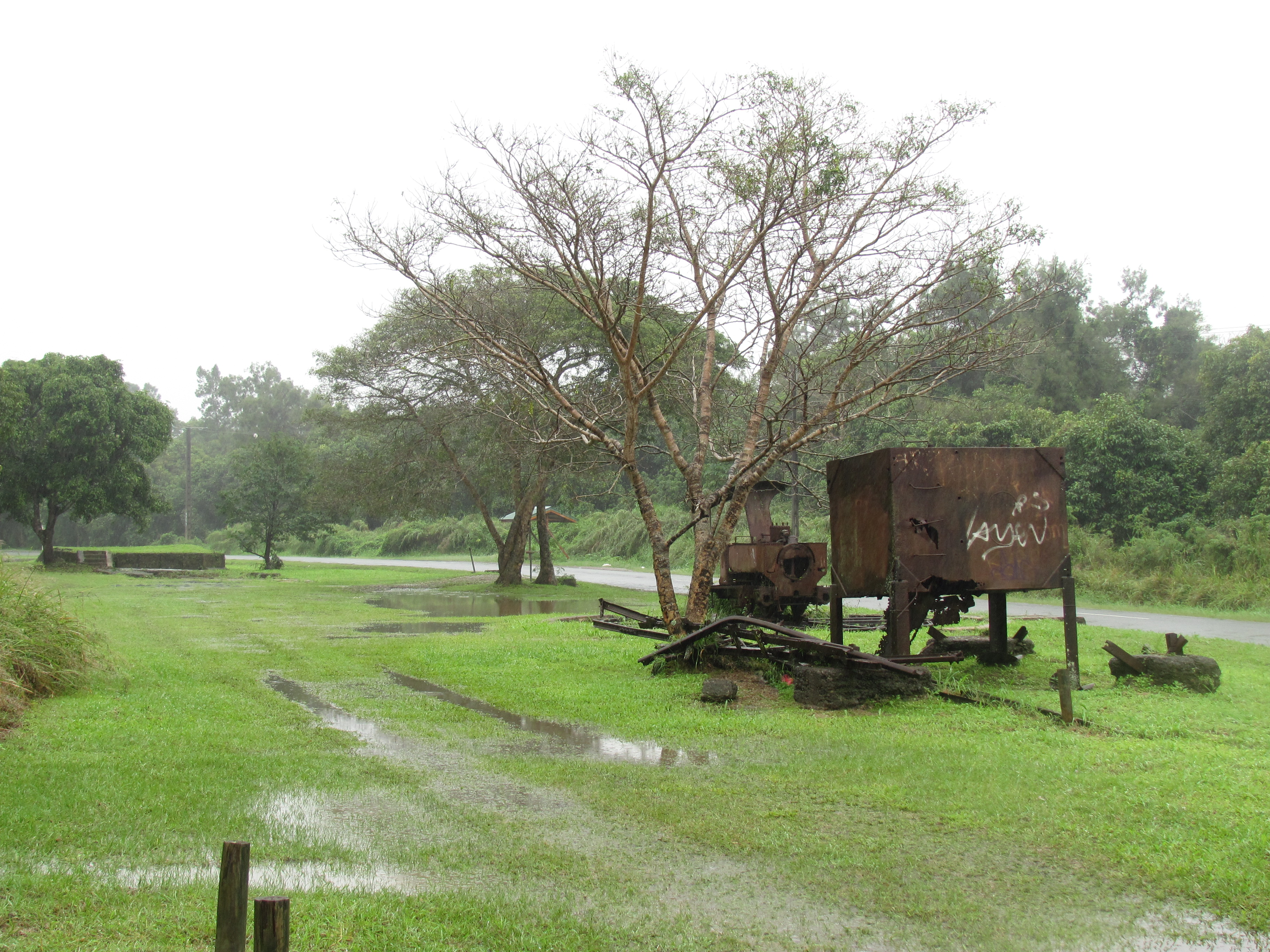
Antigua estación de Païta
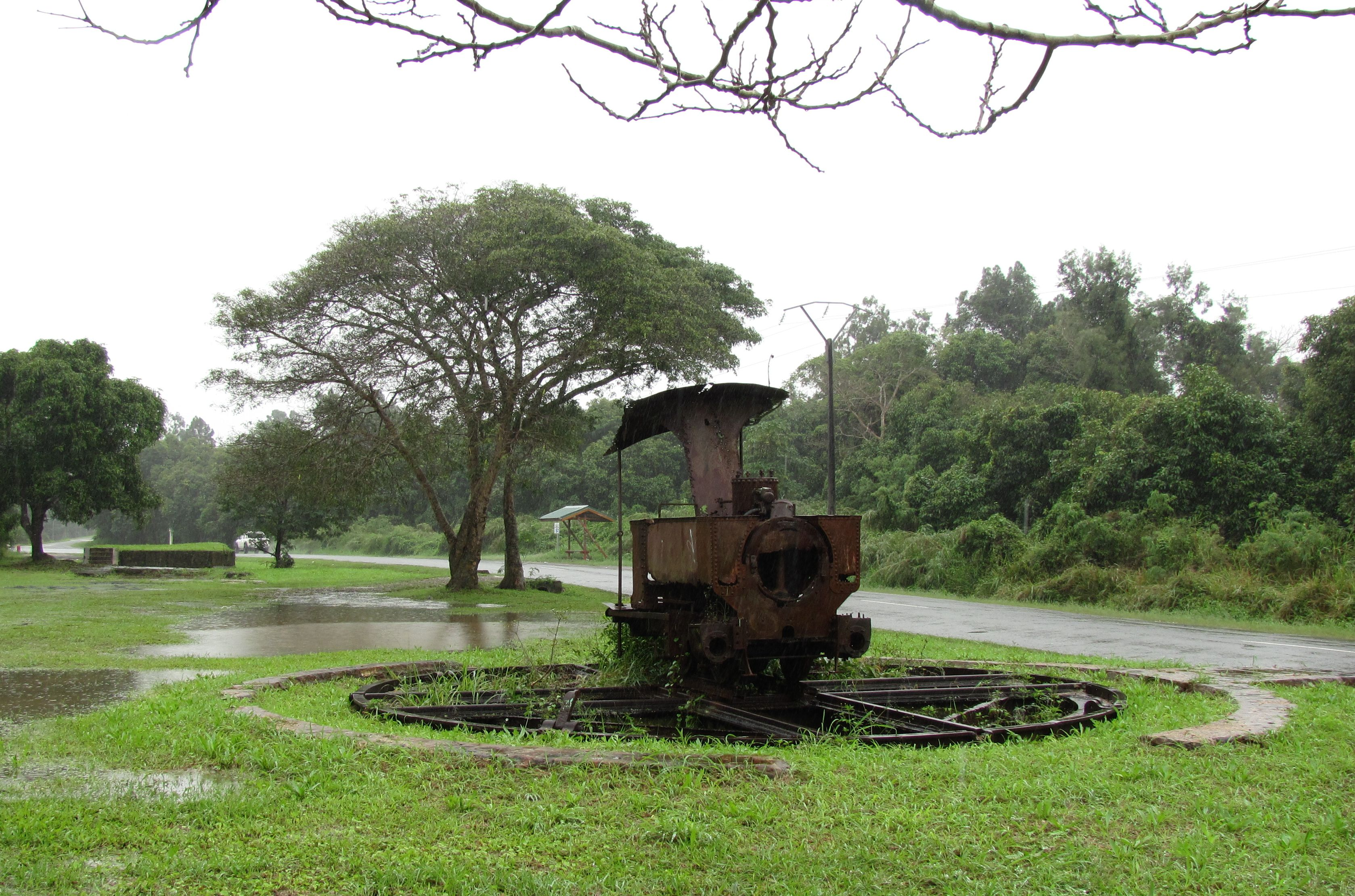
Mesa giratoria con la locomotora Marguerite
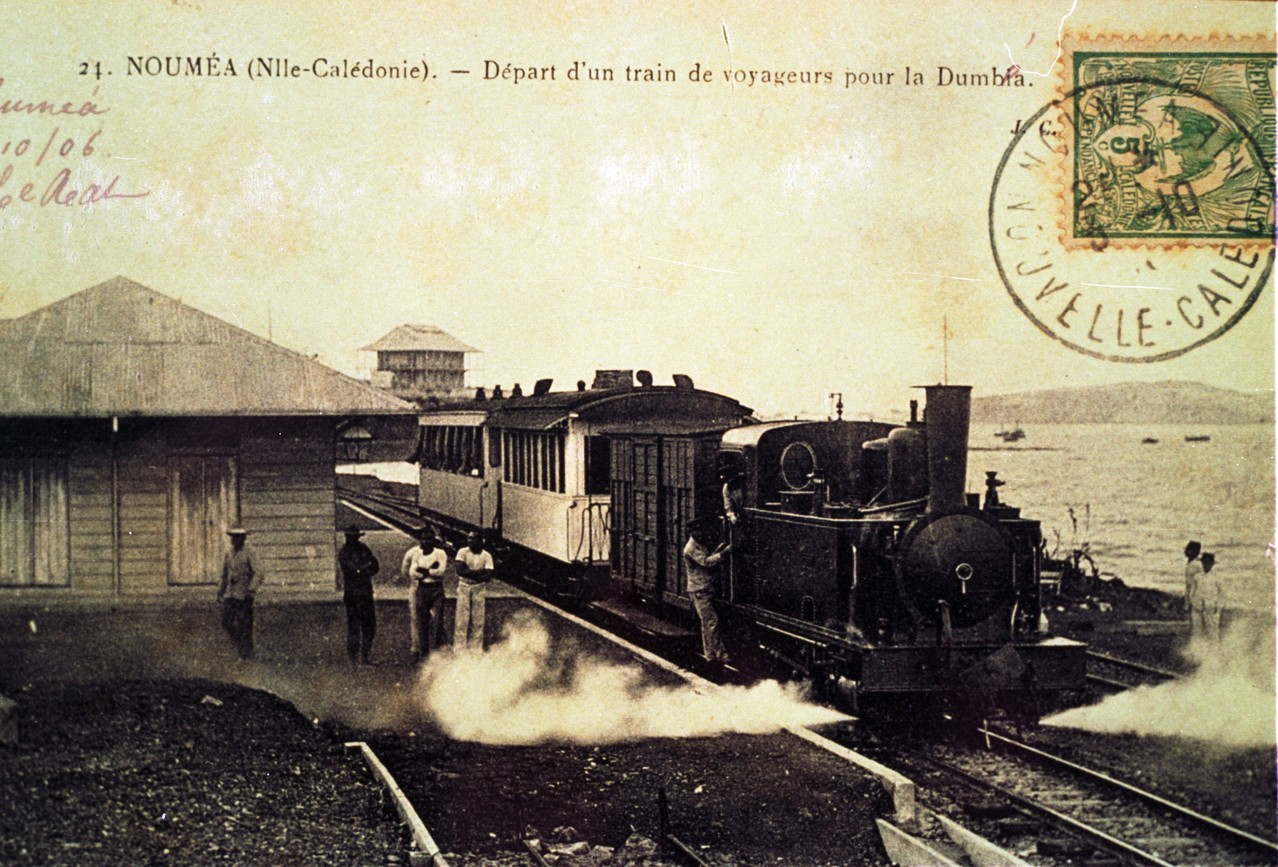
Antigua estación de Numéa
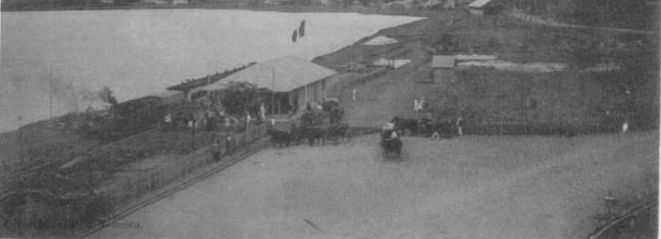
Antigua estación de Numéa
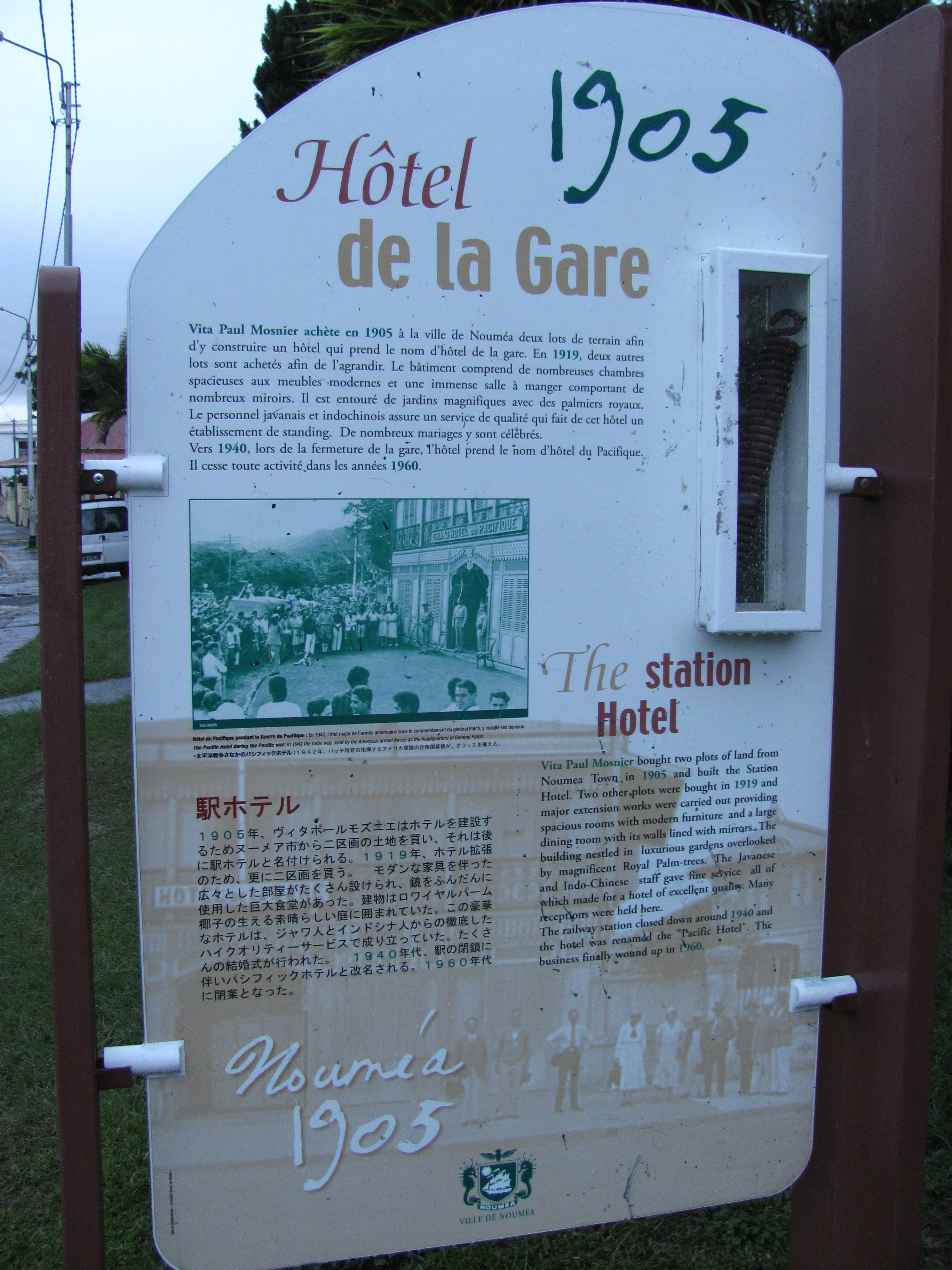
Placa conmemorativa del Hotel de la Estación